# Janassa
Janassa é um gênero extinto de peixes cartilaginosos petalodontes que viviam em ambientes marinhos no que hoje é o Estados Unidos e Europa durante o Carbonífero e o Permiano.
É conhecido por dentes e alguns fósseis corporais mal preservados da Alemanha (Kupferschiefer, Permiano Superior) e Inglaterra (Marl Slate, Permiano Superior). De acordo com os fósseis, Janassa tinha uma estrutura corporal muito parecida com a dos Patins modernos. Seus dentes sugerem que ele esmagou e comeu frutos do mar, como braquiópodes.